# نسر رومي
النَّسْرُ الرُّومِيُّ أو نَّسْرُ الحَبَشِ أو البُغَاث الرشيق (الاسم العلمي: Cathartes aura) المعروف أيضًا في بعض مناطق أمريكا الشمالية باسم السَّقاوة الروميَّة (أو فقط السَّقاوة)، وفي بعض مناطق البحر الكاريبي باسم غُرابُ جُون أو غُرابُ الجيَف، هو الأكثر انتشارًا بين نَّسور العالم الجديد (الاسم العلمي: Cathartidae). كونه واحدًا من ثلاثة أنواع من جنس القمَّام من عائلة القمَّاميَّة، يتواجد النَّسْرُ الرُّومِيُّ في المنطقة من جنوب كندا إلى أقصى جنوب أمريكا الجنوبية ويسكن مجموعة متنوعة من المناطق المفتوحة وشبه المفتوحة، ومنها الغابات شبه الاستوائية والأراضي الشجريَّة والمراعي والصحاري. ومثل جميع نسور العالم الجديد، فهو لا يرتبط ارتباطًا وثيقًا بنَّسور العالم القديم في أوروبا وأفريقيا وآسيا. تتشابه المجموعتان بقوة بسبب التَّطوُّر التَّقارُبيُّ؛ حيثُ غالبًا ما يؤدي الانتقاء الطبيعي إلى خطط أجساد متشابهة لدى الحيوانات التي تتكيف بشكل مستقل مع نفس الظروف.
يُعد النَّسْرُ الرُّومِيُّ قمَّامًا ويتغذى بشكل شبه حصري على الجيف. حيثُ يجد طعامُه باستخدام بصرهُ الحادُّ وحاسَّة الشَّمِّ، ويطير على ارتفاع منخفض بما يكفي لتتبع الغازات الناتجة عن بدايات عملية التحلل في الحيوانات النافقة. تستخدم النسور الرومية أثناء الطيران التيارات الحرارية للتنقل في الهواء مرفرفة بجناحيها بشكل غير منتظم وتجثم في مجموعات مجتمعية كبيرة. بسبب افتقارها إلى المِصْفار - وهو العضو الصوتي للطيور - فإن أصواتها الوحيدة هي هَمهَمات أَو هَسهَسَة مُنخفِضة. تعشش النَّسور في الكهوف أو الأشجار المجوفة أو الأجمات، وفي كل عام تقوم بتربية فرخين تتغذى عن طريق القلس (بالإنجليزية: regurgitation). لديها عدد قليل جدًا من المفترسات الطبيعية، ويتلقى النَّسر في الولايات المتحدة الحماية القانونية بموجب قانون معاهدة الطيور المهاجرة لعام 1918.

## التصنيف

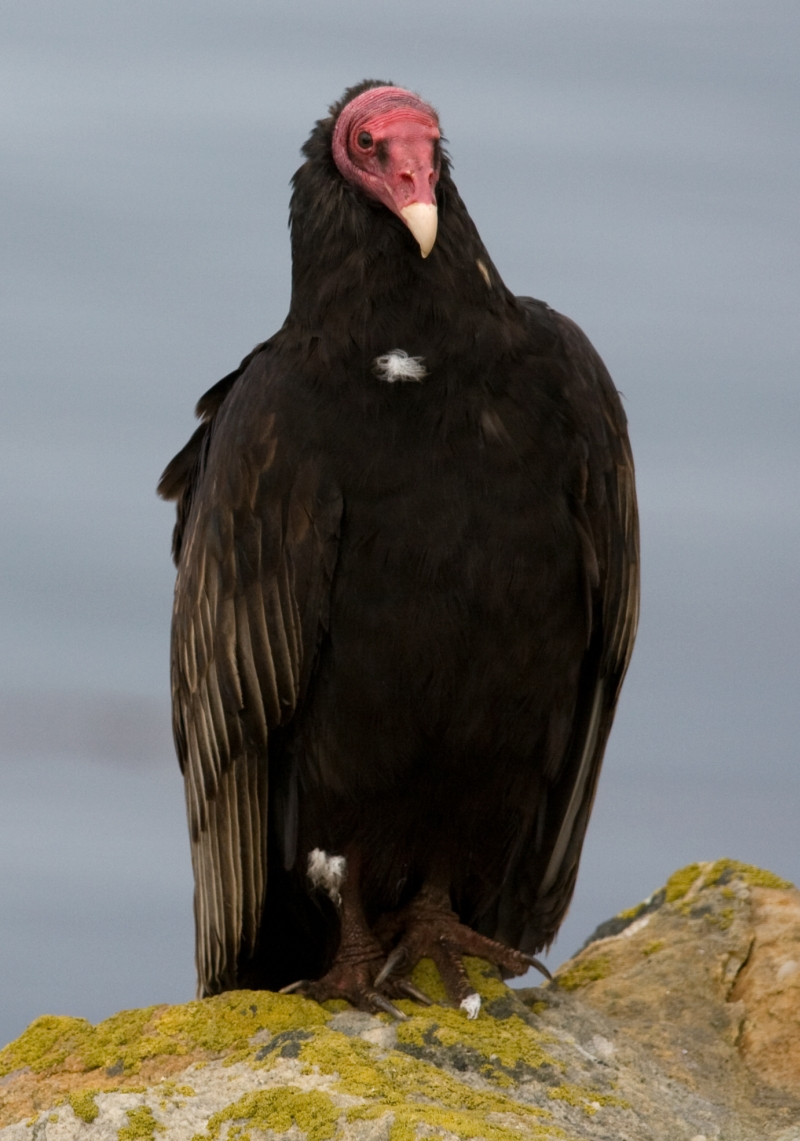
النَّسْرُ الرُّومِيُّ.

حصل النَّسْرُ الرُّومِيُّ على اسمه الشائع من تشابه رأسه الأحمر الأصلع وريشه الداكن مع ذكور الديك الرومي البري، بينما اشتق اسم «نَّسر» من الكلمة اللاتينية «فالتوروس»، والتي تعني «الممزق»، وهو إشارة إلى عاداتها الغِذائيَّة. يستخدم الأمريكيون الشماليون اسم السَّقاوة الروميَّة للإشارة إلى هذا الطائر، ولكن في العالم القديم يشير هذا المصطلح إلى أفراد من جنس الحوام (الاسم العلمي: Buteo). وصف كارولوس لينيوس النَّسْرُ الرُّومِيُّ رسميًا لأول مرة في الطبعة العاشرة لكتابه «النظام الطبيعي» عام 1758م، على أنه نَّسر الهواء، ووُصِف بأنه («نَّسر بني رمادي، بأجنحة سوداء ومنقار أبيض»). وهو عضو في عائلة القمَّاميَّة، إلى جانب الأنواع الستة الأخرى من نَّسور العالم الجديد، وهي مدرجة في جنس القمَّاميَّة جنبًا إلى جنب مع النَّسر الأكبر أصفر الرأس والنَّسر الأصغر أصفر الرأس. ومثل نَّسور العالم الجديد الأخرى، فإن النَّسْرُ الرُّومِيُّ لديه عدد كروموسوم مضاعف الصِبغيّات يبلغ 80.
كان الوضع التصنيفي للنَّسْرُ الرُّومِيُّ والستة أنواع المُتبقّية من نسور العالم الجديد في حالة تغير مستمر. فعلى الرغم من أن كِلَاهما مُتشابِهان في المظهر ولديهما أدوار بيئية مُتشابِهة، إلا أن نَّسور العالم الجديد والعالم القديم قد تطورتا من أسلاف مختلفين في أجزاء مٌختلفة من العالم. أشارت بعض المراجع السابقة إلى أن نَّسور العالم الجديد كانت أكثر ارتباطًا بطيور اللقلاق. فيما حافظت المراجع الحديثة على موقفها العام من رُتبة الصقرية (الاسم العلمي: Falconidae) جنبًا إلى جنب مع نَّسور العالم القديم أو وضعها في رُتبة خاصة للقماميات (الاسم العلمي: Cathartiformes).
ومع ذلك، تشير الدِّراساتُ الجينيَّةُ الحَديثة إلى عدم صلة نَّسور العالم الجديد ولا نَّسور العالم القديم بالصقور، وعدم صلة نَّسور العالم الجديد بطيور اللقلق. كلاهما عضوان أساسيان في فرع الجوارح، مع تكوين نَّسور العالم القديم لعدة مجموعات داخل عائلة الجوارح، والتي تحتوي أيضًا على النَّسور وطيور الحدأة والصقور، في حين أن نَّسور العالم الجديد في رُتبة القمَّاميَّة هي مجموعة شقيقة (بالإنجليزية: sister group) لرُتبة الجوارح (الاسم العلمي: Accipitriformes)) والتي تحتوي على العُقَابُ النُّسَارِيُّ (بالإنجليزية: Osprey) (الاسم العلمي: Pandion haliaetus) وطائر الكاتب (الاسم العلمي:  Sagittarius serpentarius) جنبًا إلى جنب مع الجوارح.
هُناك خمسة تصانيف نُويعية للنَّسْرُ الرُّومِيُّ:
- النُويعة الرشيقة: وهي التي تحمل اسم السُّلالة، من الممكن العثور عليها في المكسيك جنوبًا عبر أمريكا الجنوبية وجزر الأنتيل الكبرى. يتداخل نطاق هذه النُويعة أحيانًا مع النُويعات الأخرى، وهي أصغر النُويعات، ولكن لا يمكن تمييزها تقريبًا عن النُويعة الجنوبيَّة من ناحية اللون.
- النُويعة الخوطيَّة: أي نَّسر الحبش التشيلي، هي أكبر حجمًا وأكثر بُنية وأكثر شحوبًا من النُويعة مغراء العنق. وقد يكون للريش الثانوي ومكاسي الأجنحة الخاصة بها هوامش رمادية.[17]
- النُويعة الجنوبيَّة: أي نَّسر الحبش الغربي، وهي مرادف للنُويعة المتمايلة. حيث حُددت النُويعة المتمايلة كنوع فرعي من قِبَل فريدمان في عام 1933م، ولكن في عام 1964 قام ألكسندر ويتمور [الإنجليزية] بفصل الطيور الغربية، والتي أخذت اسم الجنوبية التي طُبقت في وقت سابق على نوع مهاجر من أمريكا الجنوبية. تتكاثر هذه النُويعة من جنوب مانيتوبا وجنوب كولومبيا البريطانية ووسط ألبرتا وساسكاتشوان جنوبًا إلى باها كاليفورنيا وجنوب وسط أريزونا وجنوب شرق نيو مكسيكو وجنوب وسط تكساس. وهي أكثر الأنواع المهاجرة، والتي تهاجر حتى أمريكا الجنوبية حيث تتداخل في النطاق مع النُويعة الرشيقة الأصغر. تختلف عن نَّسر الحبش الشرقي في اللون، حيث أن حواف الأغطية الصغرى للجناح بنية داكنة وتكون أضيق.[18]
- النُويعة مغراء العنق: أي نَّسر الحبش الاستوائي، وهي موجودة في بنما جنوبًا عبر أوروغواي والأرجنتين وتوجد أيضًا في جزيرة ترينيداد.[19] وهي أغمق وأكثر سوادًا من النُويعة الرشيقة وهي ذات حواف جناح بنية تكون أضيق أو غير موجودة تمامًا. يكون الرأس والعنق لديها أحمر باهت مع علامات صفراء -بيضاء أو خضراء- بيضاء وعادة ما يكون لدى البالغين بقعة صفراء شاحبة على تاج الرأس.
- تعرف النُويعة الشماليَّة باسم نَّسر الحبش الشرقي. وتختلف نَّسور الحبش الشرقية والغربية في نسب الذيل والأجنحة. ويمتد نطاقها من جنوب شرق كندا جنوبا عبر شرق الولايات المتحدة. وهي أقل هجرة من النُويعة الجنوبيَّة ونادرًا ما تهاجر إلى مناطق جنوب الولايات المتحدة.[20]

## الوصف

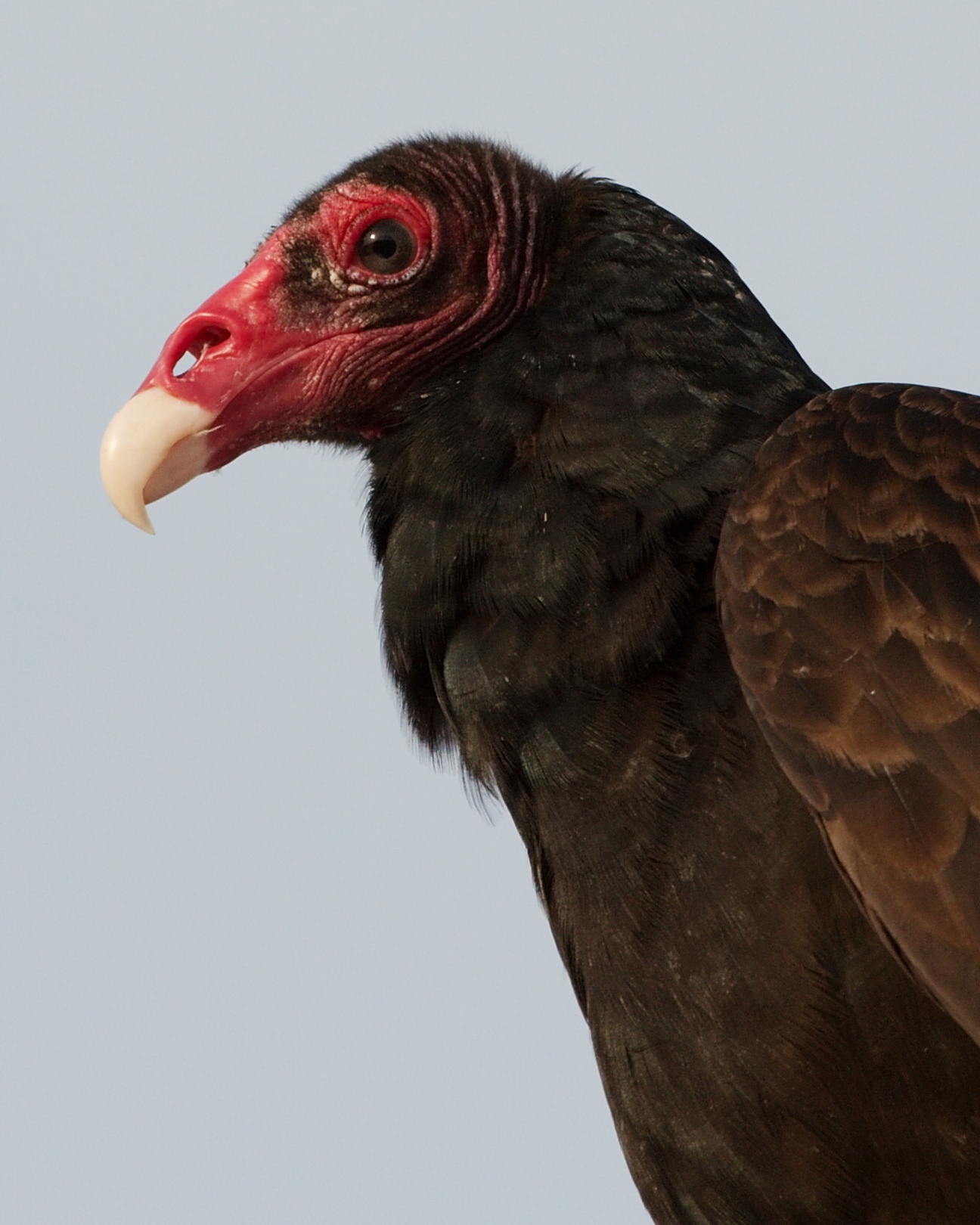
صورة جانبية تبين فتحات الأنف المثقوية لدى النَّسْرُ الرُّومِيُّ.

النَّسْرُ الرُّومِيُّ طائر كبير، يبلغ طول جناحيه 160-183 سم، وطوله 62-81 سم، ووزنه من 0.8 إلى 2.41 كجم. متوسط حجم أنواع الطيور في الحد الشمالي أكبر حجمًا من نَّسر المناطق المدارية الجديدة. بلغ متوسط وزن 124 طائرًا من فلوريدا 2 كجم (4.4 رطل)، بينما عُثِر على 65 و130 طائرًا من فنزويلا بمتوسط وزن 1.22 و1.45 كجم على التوالي. يظهر الحد الأدنى من إزدواج الشكل الجنسي (بالإنجليزية: Sexual dimorphism)؛ حيث أن الجنسان متماثلان في الريش والتلوين ومتشابهان في الحجم. يتسم ريش الجسم في الغالب باللون البني المائل إلى الأسود، ولكن يبدو أن ريش الطيران الذي على الأجنحة يكون رماديًا فضيًا أسفله مما يتناقض مع بطانات الجناح الداكنة. يكون رأس الطائر البالغ صغيرًا بالنسبة لجسمه ولونه أحمر مع وجود القليل من الريش أو عدمه. كما أن لديه منقارا قصيرًا نسبيًا، يكون معقوفا وبلون عاجي. تكون قزحية العين رمادية - بنية والساقين والقدمين ذوات بشرة وردية، على الرغم من أنها عادة ما تكون مبقعة باللون الأبيض. تحتوي العين على صف واحد غير مكتمل من الرموش على الجفن العلوي وصفّين على الجفن السفلي.

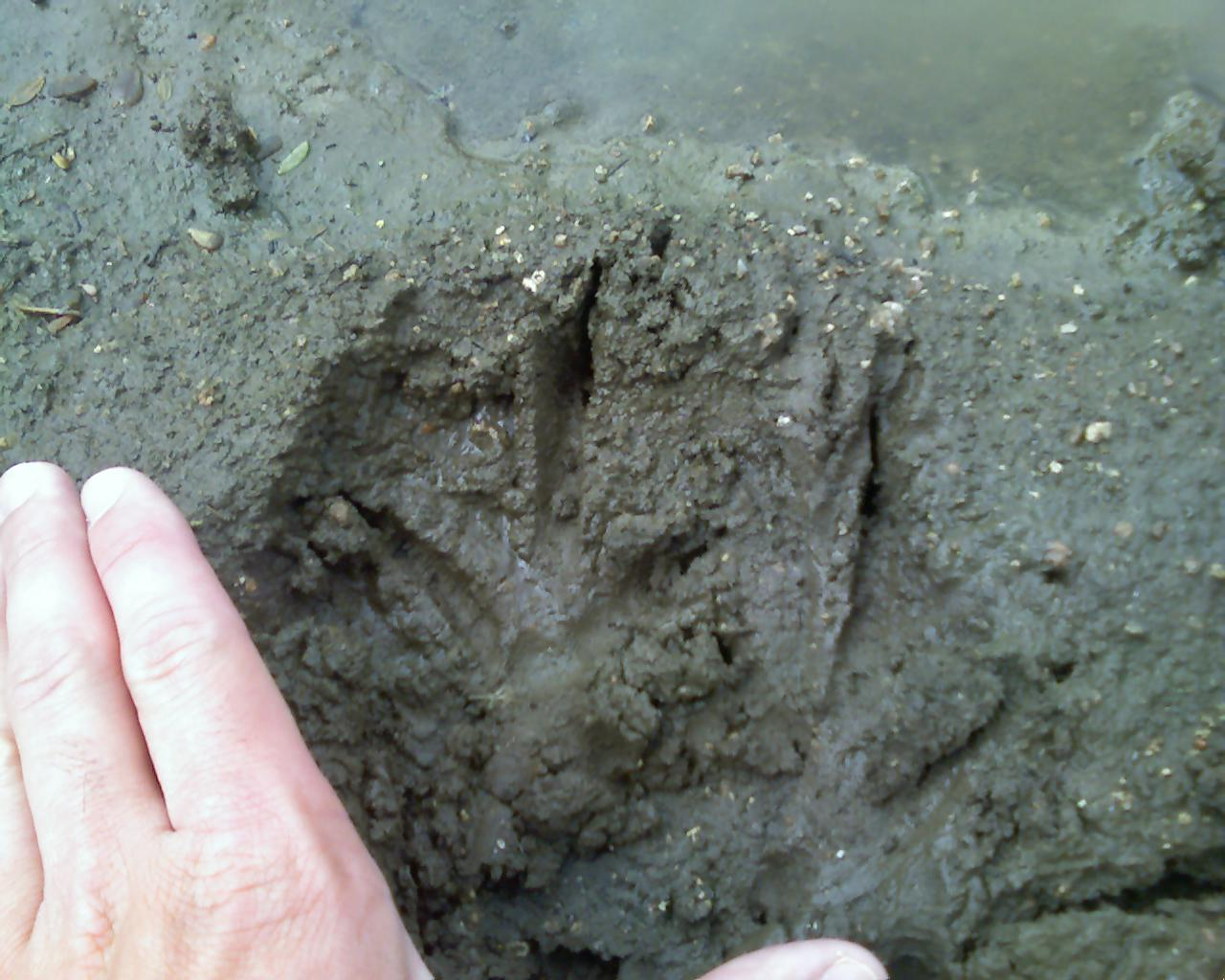
بصمة النَّسْرُ الرُّومِيُّ في الوحل.

تكون أصابع القدم الأمامية طويلة ولديها شبكات صغيرة في قواعدها. آثار أقدامها ضخمة، حيث يتراوح طولها بين 9.5 و14 سم وعرضها 8.2 و10.2 سم، وكلا القياسين يشملان علامات المخلب. تُرتب أصابع القدم في النمط الكلاسيكي لأقدام الطيور. القدمان مسطحتان وضعيفتان نسبيًا وتكيفها مع الإمساك غير قوي؛ كما أن المخالب ليست مصممة للإمساك لأنها غير حادة نسبيًا. يكون الذيل طويلا ونحيفًا أثناء الطيران. يملك النسر الأسود (الاسم العلمي: Coragyps atratus) ذيلًا وجناحًا أقصر نسبيًا، مما يجعله يبدو أصغر أثناء الطيران من النَّسْرُ الرُّومِيُّ على الرغم من أن كتلة الجسم في النوعين متماثلة تقريبًا. فتحتا الأنف غير مقسومتان بواسطة حاجز بل هما مثقوبتان؛ ويمكن للمرء أن يرى من خلال المنقار ما يزجد في الجانب الآخر. يقوم الطائر بطرح ريشه من أواخر الشتاء إلى أوائل الربيع، ويستمر بالتساقط يشكل تدريجي حتى أوائل الخريف. يكون للطائر غير البالغ رأس رمادي مع طرف منقار أسود، تتغير ألوانه إلى تلك الخاصة بالطائر البالغ مع نضوجه. طول عمر الطائر الأسير غير معروف جيدًا، فحتى عام 2020 يوجد طائران أسيران يزيد عمرهما عن 45 عامًا: مركز جوارح جابورت في حرم جامعة مِنيسوتا هو موطن للنَّسْرُ الرُّومِيُّ يُدعى نيرو والذي سنة فقسه المؤكدة هي عام 1974، وأيضًا هناك طائر ذكر آخر، يدعى اللورد ريتشارد، يعيش في مركز تجارب ليندسي للحياة البرية [الإنجليزية] في والنوت كريك، كاليفورنيا. ولد اللورد ريتشارد في عام 1974 ووصل إلى المتحف في وقت لاحق من ذلك العام. وقد كان أقدم الطيور البرية التي أُسِرت يبلغ من العمر 16 عامًا.
من الممكن أحيانًا رؤية نسور الحبش اللوسية، أي عديمة اللون، والتي تسمى أحيانًا خطأ «بالمهقاء» (بالإنجليزية: albinism).
مثل معظم النَّسور الأخرى، فإن النَّسْرُ الرُّومِيُّ لديه عدد قليل جدًا من القدرات على أحداث الأصوات. نظرًا لأنه يفتقر إلى أنبوب المصفار، يمكنه فقط نطق الهسهسة والهمهمات. عادة ما يصدر صوت هسهسة عندما يشعر بالتهديد أو عند القتال مع النسور الأخرى على جثة. تُسمع همهمات بشكل شائع من الصغار الجائعين ومن البالغين في عرضهم التودد للتزاوج.

## التوزيع والمواطن
لدى النَّسْرُ الرُّومِيُّ نطاق معيشة واسع، حيث يقدر ظهوره العالمي بـ 28,000,000 كـم2 (11,000,000 ميل2). إضافةً إلى إنه النَّسر الأكثر توافرًا في الأمريكتان ويقدر عدد أفراده عالميًا بنحو 4500000 فرد. يوجد في المناطق المفتوحة وشبه المفتوحة في جميع أنحاء الأمريكتان من جنوب كندا إلى كابو دي في هورنوس. وهو مقيم دائم في جنوب الولايات المتحدة، على الرغم من أن الطيور الشمالية قد تهاجر جنوبًا حتى أمريكا الجنوبية. ينتشر النَّسْرُ الرُّومِيُّ في المناطق المفتوحة والغابات شبه الاستوائية والشجيرات والصحاري والتلال. ويوجد أيضًا في المراعي والأراضي العشبية والأراضي الرطبة. وغالبًا ما يتواجد في المناطق المفتوحة نسبيًا والتي تتوافر قربها الغابات للتعشيش ويتجنب عمومًا مناطق الغابات الكثيفة.
أعطى هذا الطائر الشبيه بالغُراب سببًا لتسمية منطقة كيبرادا دي لوس كويرفوس [الإنجليزية] (وادي الغربان) في أوروغواي، حيث يسكن هُناك جنبًا إلى جنب مع النسر الأصغر أصفر الرأس والنسر الأسود.

## البيئة والسلوك

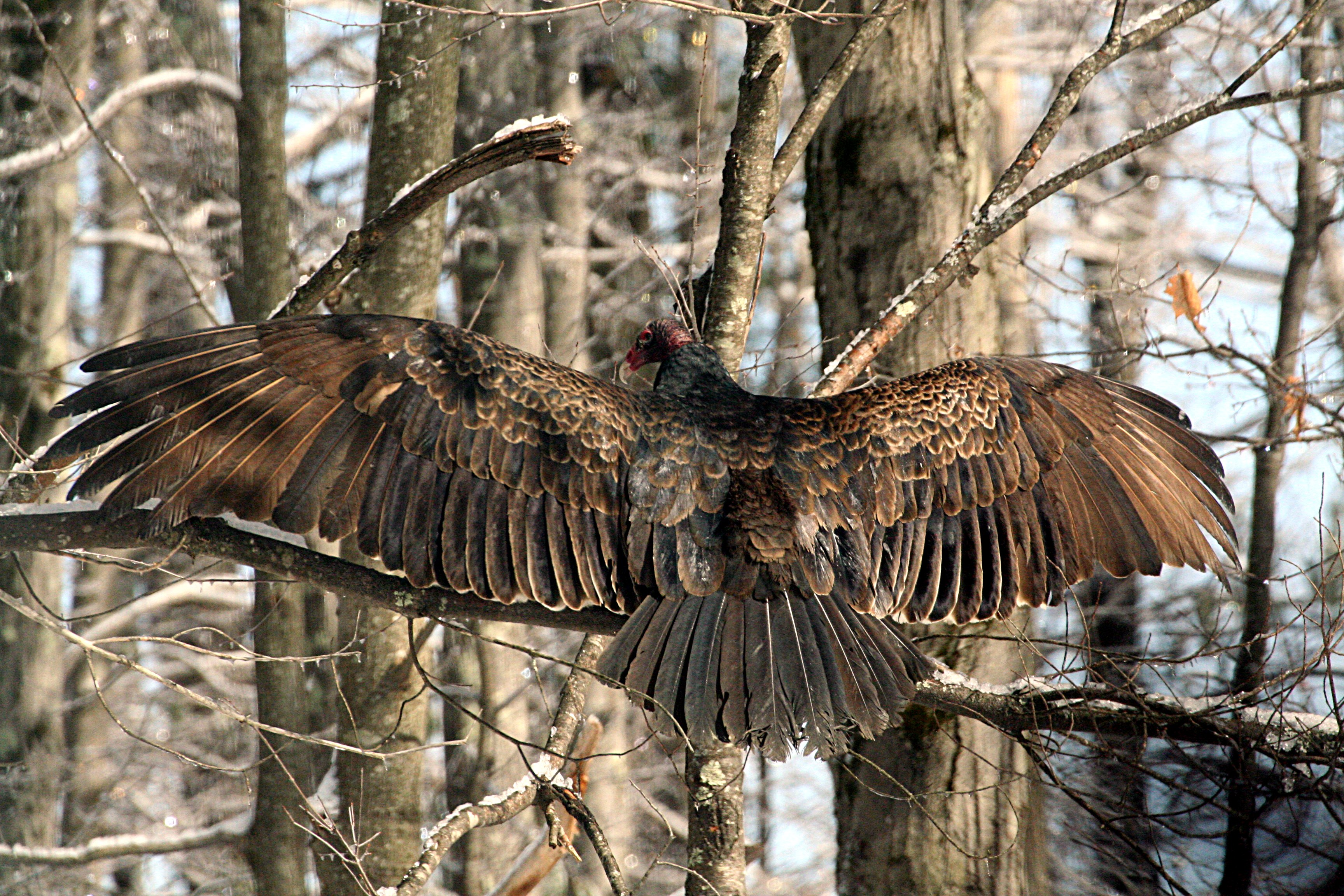
طائر بالغ في وضعية نشر الجناح.

النَّسْرُ الرُّومِيُّ اجتماعي ويعيش في مجموعات مجتمعية كبيرة تنفصل للبحث عن الغذاء بشكل مستقل خلال النهار. قد تعيش عدة مئات من النَّسور بشكل جماعي في مجموعات، والتي قد تشمل أحيانًا النَّسور السوداء. تعيش النَّسور على الأشجار الميتة الخالية من الأوراق، قد تعيش أيضًا على البنايات التي صنعها الإنسان مثل أبراج المياه. على الرغم من أنها تصنع أعشاشها في الكهوف، إلا أنها لا تدخلها إلا خلال موسم التكاثر. يخفض النَّسْرُ الرُّومِيُّ درجة حرارة جسمه ليلاً بحوالي 6 إلى 34 درجة مئوية ليصبح منخفض الحرارة قليلاً.

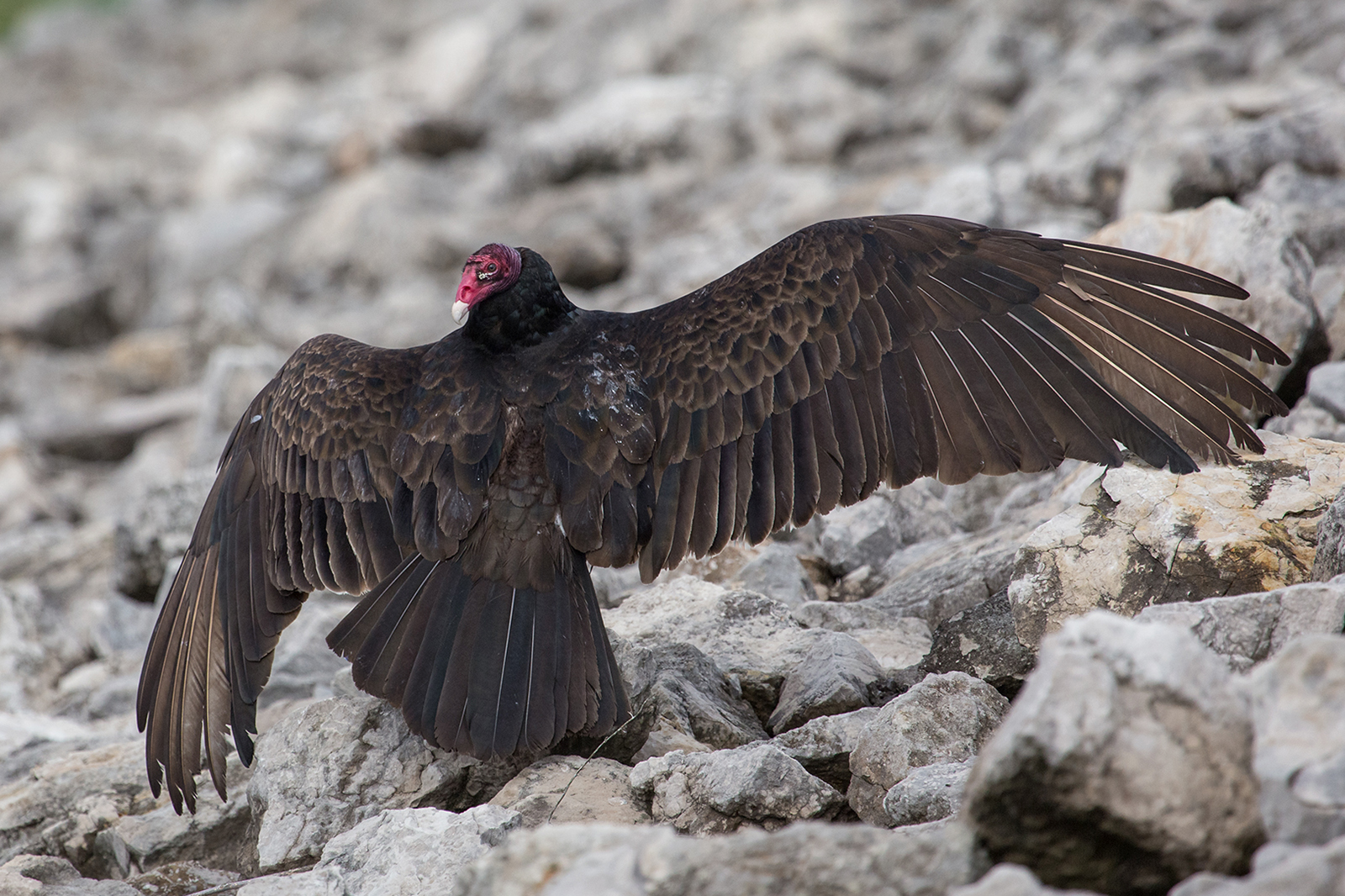
نّسْرُ رُّومِيُّ في وضعية نشر الأجنحة.

غالِبًا ما يُرى هذا النَّسر واقفًا في وضعية نشر الأجنحة ويُعتقد أن هذه الوضعية تخدمه في وظائف متعددة ومنها: تجفيف الأجنحة، وتدفئة الجسم، والتخلص من البكتيريا. ويمارس هذه الوضعية في كثير من الأحيان بعد الليالي الرطبة أو الممطرة. يُعرض هذا السلوك نفسه من قِبَل نسور العالم الجديد الأخرى ونسور العالم القديم واللقالق. فمثل طيور اللقلق، غالبًا ما يتغوط النَّسْرُ الرُّومِيُّ على ساقيه، مستخدما تبخر الماء في البراز و/أو البول لتبريد نفسه، وهي عملية تعرف باسم تبريد بالفضلات (بالإنجليزية: Urohidrosis). ويقوم بتبريد الأوعية الدموية في الكاحل والقدمين غير المكسوة بالريش، ويُسبب  حمض البول الأبيض وجود علامات على الساقين. لدى النَّسْرُ الرُّومِيُّ عدد قليل من الحيوانات المفترسة الطبيعية، فقد تقع النسور البالغة وغير الناضجة الفراخ فريسة لطيور البُومَة القَرناء الكَبيرة والباز أحمر الذيل والعُقاب الذهبية وعقاب الرخماء، بينما قد يُفترس البيض والفراخ من قِبَل الثَّدْيِيَّات مثل الرَاكُون (الاسم العلمي: Procyon lotor) والأبسوم (بالإنجليزية: Didelphimorphia). يمكن للثعالب أحيانًا نصب كمين لنَّسر بالغ، لكن الأنواع التي يمكنها التسلق تكون أكثر ميلا للاعتداء وافتراس الأعشاش بدلًا من البالغين. يشكل تجشؤ اللحوم شبه المهضومة دفاعها الأساسي، وهي مادة كريهة الرائحة، مما يردع معظم الكائنات التي تنوي اقتحام عش النَّسور. ومن الممكن أن يسبب لسعًا أيضًا في حال كان المفترس قريبًا بدرجة كافية لوصول القيء في وجهه أو عينيه. في بعض الحالات، يجب على النَّسر التخلص مما لديه من وجبة ثقيلة وغير مهضومة ليهرب من حيوان مفترس محتمل. يتراوح متوسط العمر المتوقع في البرية إلى 16 عامًا، مع إمكانية وصولها إلى عمر يزيد عن 45 عامًا في حال كانت أسيرة.
إن وجود النَّسْرُ الرُّومِيُّ على الأرض هو شيء غريب فلديه مشية وقفزة خرقاء، كما وإنه يتطلب قدرًا كبيرًا من الجهد للتحليق، حيث يقوم برفرفة أجنحته والدفع عن الأرض والقفز بقدميه. أثناء التحليق، يقوم النَّسْرُ الرُّومِيُّ بجعل جناحيه في شكل حرف V مسطح قليلًا وغالبًا ما يتقلب من جانب إلى آخر، مما يتسبب في كثير من الأحيان في ظهور ريش الطيران الرمادي باللون الفضي أثناء التقاطه للضوء. طيران النَّسْرُ الرُّومِيُّ هو مثال على الطيران المرتفع الثابت، حيث يرفرف بجناحيه بشكل غير متكرر، ويستفيد من ارتفاع درجات الحرارة ليظل مرتفعًا.

### التكاثر

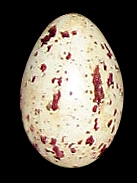
بيضة النَّسْرُ الرُّومِيُّ.

يختلف موسم تكاثر النَّسْرُ الرُّومِيُّ باختلاف خط العرض. ففي جنوب الولايات المتحدة، يبدأ في مارس ويبلغ ذروته في أبريل حتى مايو، ويستمر إلى يونيو. أما في خطوط العرض تجاه الشمال، فيبدأ الموسم في وقت لاحق ويمتد حتى أغسطس. تتضمن طقوس التودد للنَّسْرُ الرُّومِيُّ تجمع العديد من الأفراد في دائرة، حيث يؤدون حركات القفز حول محيط الدائرة مع انتشار جزئي للأجنحة. وفي الهواء، يتبع طائر آخر عن كثب أثناء الرفرفة والغوص.

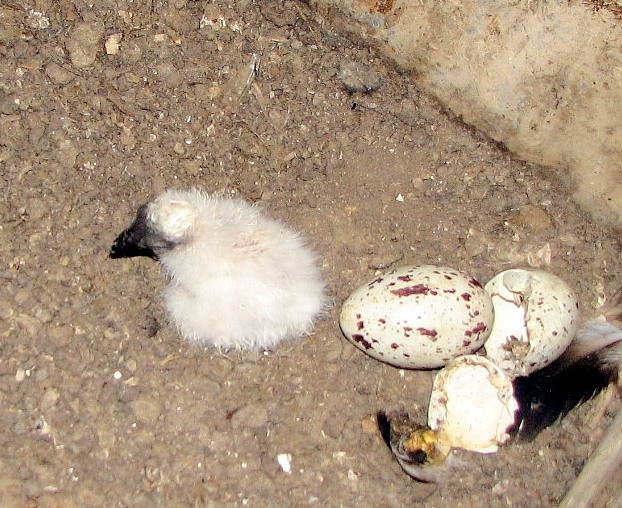
فرخ واحد مباشرة بعد فقسه، وبيضة لم تفقس بعد.

يُوضع البيض بشكل عام في موقع التعشيش في مكان محمي مثل منحدر أو كهف أو شق صخري أو جحر أو داخل شجرة مجوفة أو في أجَمَة.
هُناك القليل من البناء أو لا يوجد أي بناء للعش؛ يُوضع البيض على سطح مكشوف. تضع الإناث بشكل عام بيضتين، ولكن في بعض الأحيان واحدة ونادرًا ثلاث بيضات. البيض لونه كريمي، مع وجود بقع بنية أو خزامية حول نهايته الكبيرة.
ويحتضن البيض كلا الوالدين وتفقس الصغار بعد 30 إلى 40 يومًا. تكون الفراخ غير مكتملة النمو، أو عاجزة عند الولادة. يقوم كلا البالغين بإطعام الفراخ عن طريق قيء الطعام لهم، والعناية بهم لمدة 10 إلى 11 أسبوعًا. عندما يتعرض البالغون للتهديد أثناء التعشيش فقد يفرون أو قد يتقيأون على الدخيل أو يتظاهرون بالموت. أما إذا تعرضت الفراخ للتهديد في العش، فإنها تدافع عن نفسها بالهسهسة والقيء. يُرَيِّش الصغير في حوالي تسعة إلى عشرة أسابيع وتبقى مجموعات العائلة معًا حتى الخريف.

### التغذية

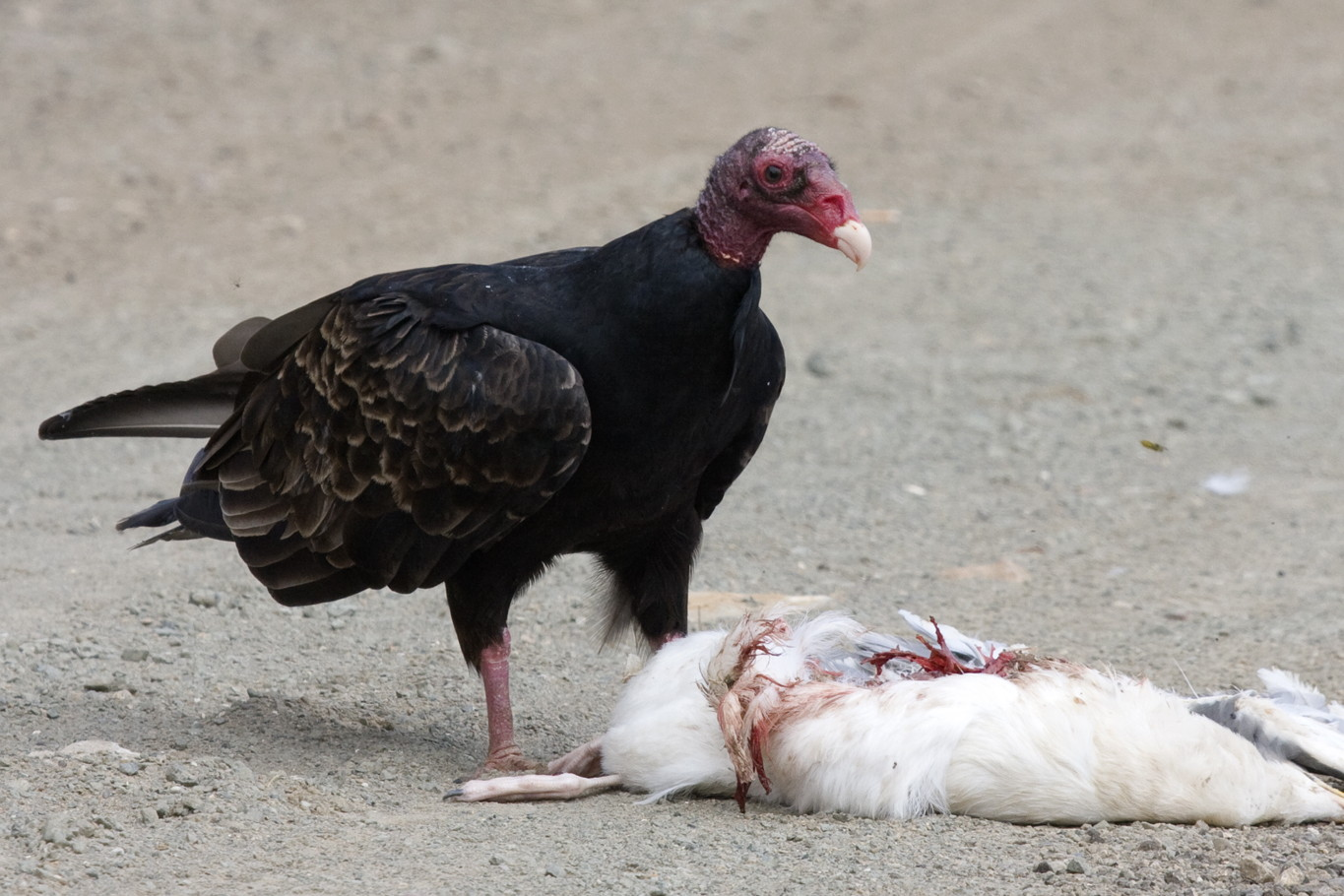
النَّسْرُ الرُّومِيُّ أثناء الاقتيات على نورس ميت على شاطئ مورو باي في كاليفورنيا.

يتغذى النَّسْرُ الرُّومِيُّ بشكل أساسي على مجموعة متنوعة من الجيف، بدئًا من الثدييات الصغيرة إلى المواشي الكبيرة، مفضلاً تلك التي ماتت مؤخرًا، ومتجنبًا الجثث التي وصلت إلى نقطة التعفن. ونادرًا ما تتغذى على المواد النباتية والنباتات الساحلية واليقطين وجوز الهند والمحاصيل الأخرى والحشرات الحية واللافقاريات الأخرى. في أمريكا الجنوبية، صُوِّرَ النَّسْرُ الرُّومِيُّ وهو يتغذى على ثمار نخيل الزيت، ونادرًا أو مستحيلا ما يقتلون فريسة بأنفسهم. غالِبًا ما يُرى النَّسْرُ الرُّومِيُّ على طول جوانب الطريق يتغذى على الحيوانات المقتولة على الطريق، أو بالقرب من المسطحات المائية حيث يتغذى على الأسماك الميتة على الشاطئ.
يمكن أن يتغذى أيضًا على الأسماك أو الحشرات التي تقطعت بها السبل في المياه الضحلة. ومثل النَّسور الأخرى، فهو يلعب دورًا مهمًا في النظام البيئي من خلال التخلص من الجيف، وإلا ستكون أرضًا خصبة للأمراض.

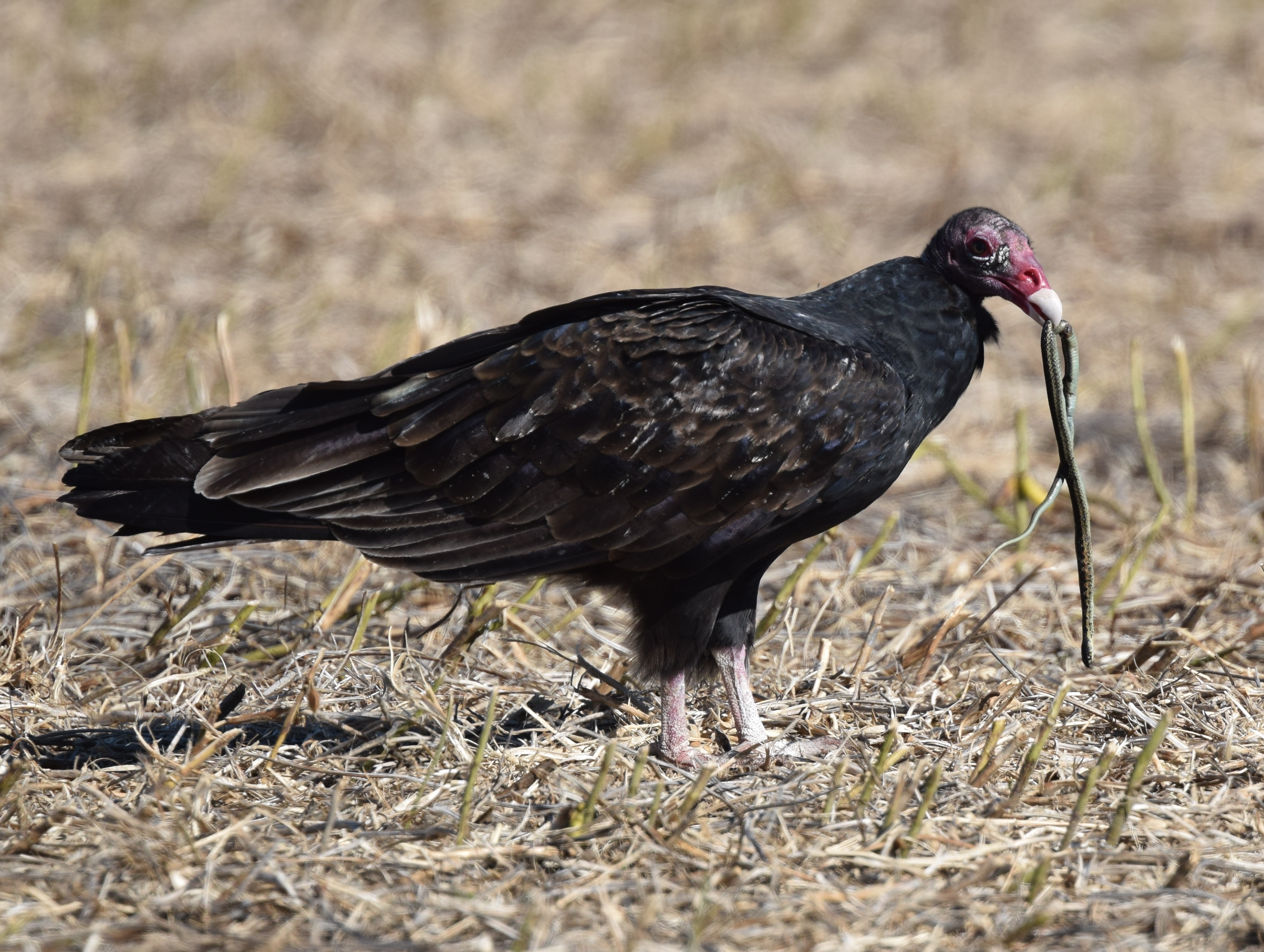
نَّسْرُ رُّومِيُّ يأكل أفعى من نوع الرباط.

يتتبع النَّسْرُ الرُّومِيُّ غذائه عن طريق الرائحة، وهي قدرة غير شائعة في عالم الطيور، وغالبًا ما يطير على ارتفاع منخفض على الأرض لالتقاط رائحة الإيثانثيول، وهو غاز ينتج عن بدايات اضمحلال الحيوانات النافقة.
يعتبر الفص الشمي في دماغه، وهو المسؤول عن معالجة الروائح، كبيرًا مقارنةً بالحيوانات الأخرى. تساعده هذه القدرة القوية على اكتشاف الروائح على البحث عن الجيف أسفل سقف الغابة. وتقوم نسور الملك والنسور السوداء والكَندور، التي تفتقر إلى القدرة على شم رائحة الجيف، بتتبع النَّسْرُ الرُّومِيُّ حتى الجيف. يصل النَّسْرُ الرُّومِيُّ أولاً إلى الذبيحة، أو مع النَّسر الأصغر أصفر الرأس أو النسور صفراء الرأس الصغرى، والتي تشترك أيضًا في القدرة على شم رائحة الجيف. ويقوم بازاحة النسور ذات الرؤوس الصفراء من الجيف بسبب حجمه الأكبر، ولكنه يُزاح بدوره بواسطة نسر الملك وكلا النوعين من الكندور، اللذين يقومون بأول قطع في جلد الحيوان الميت. يسمح هذا للنَّسْرُ الرُّومِيُّ الأصغر والأضعف بالحصول على الطعام، لأنه لا يمكنه تمزيق الجلود الصعبة للحيوانات الكبيرة بمفرده وهذا مثال على التكافل المتبادل بين الأنواع.

## العلاقة مع البشر

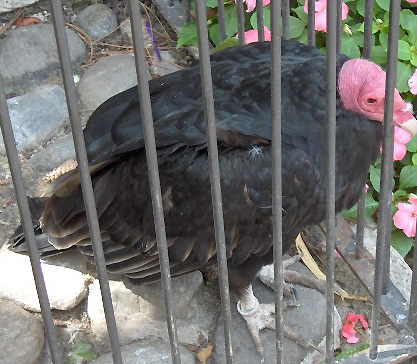
نَّسْرُ رُّومِيُّ في الأسر.

يُتهم النَّسْرُ الرُّومِيُّ أحيانًا بحمل داء الجمرة الخبيثة أو كوليرا الخنازير، وهما من أمراض الماشية، على قدميه أو منقاره من قِبَل مربي الماشية، وبالتالي يُنظر إليه أحيانًا على أنه تهديد. ومع ذلك، فإن الفيروس الذي يسبب كوليرا الخنازير يُدمَّر عندما يمر عبر الجهاز الهضمي للنَّسْرُ الرُّومِيُّ. قد يُنظر إلى هذا النوع أيضًا على أنه تهديد من قِبَل المزارعين بسبب ميل النَّسر الأسود المُماثِل لِمُهاجمة وَقَتل الماشيَةِ حديثةٌ الولادة. لا يقوم النَّسْرُ الرُّومِيُّ بقتل الحيوانات الحية ولكنه يختلط مع قطعان النَّسور السوداء وينتش ما يتركه وراءه. ومع ذلك، فإن ظهوره في مكان قتل فيه عجل يعطي انطباعًا خاطئًا بأن النَّسْرُ الرُّومِيُّ يمثل خطرًا على العجول. يمكن للفضلات التي ينتجها النَّسْرُ الرُّومِيُّ والنَّسور الأخرى أن تضر أو تقتل الأشجار والنباتات الأخرى. يمكن احتجاز النَّسْرُ الرُّومِيُّ في الأسر، على الرغم من أن قانون معاهدة الطيور المهاجرة يمنع ذلك في حالة الحيوانات غير المصابة أو الحيوانات القادرة على العودة إلى البرية. في الأسر، يمكن إطعامها اللحوم الطازجة، وسوف تتغذى الطيور الأصغر سنًا بنفسها إذا أتيحت لها الفرصة.
تحظى أنواع النَّسْرُ الرُّومِيُّ بحماية قانونية خاصة بموجب قانون معاهدة الطيور المهاجرة لعام 1918 في الولايات المتحدة، واتفاقية حماية الطيور المهاجرة في كندا، واتفاقية حماية الطيور المهاجرة وثدييات الصيد في المكسيك. ففي الولايات المتحدة، من غير القانوني أخذ أو قتل أو حيازة النَّسْرُ الرُّومِيُّ وبيضها وأي أجزاء من أجسامها منها على -سبيل المثال لا الحصر- ريشها؛ ويُعاقب على انتهاك القانون بغرامة تصل إلى 100000 دولار للأفراد أو 200000 دولار للمنظمات، و/أو السجن لمدة عام واحد.
أُدرج النَّسْرُ الرُّومِيُّ بصفته نوعًا من الأنواع غير المهددة (أو خطر انقراض ضعيف جدًا) من قِبَل القائمة الحمراء للاتحاد الدولي لحفظ الطبيعة. ويبدو أن عدد الأفراد لا يزال مستقرًا، ولم يصلوا إلى عتبة شموله كنوع مهدد، الأمر الذي يتطلب انخفاضًا بأكثر من 30 في المائة في 10 سنوات أو ثلاثة أجيال.

## معرض الصور

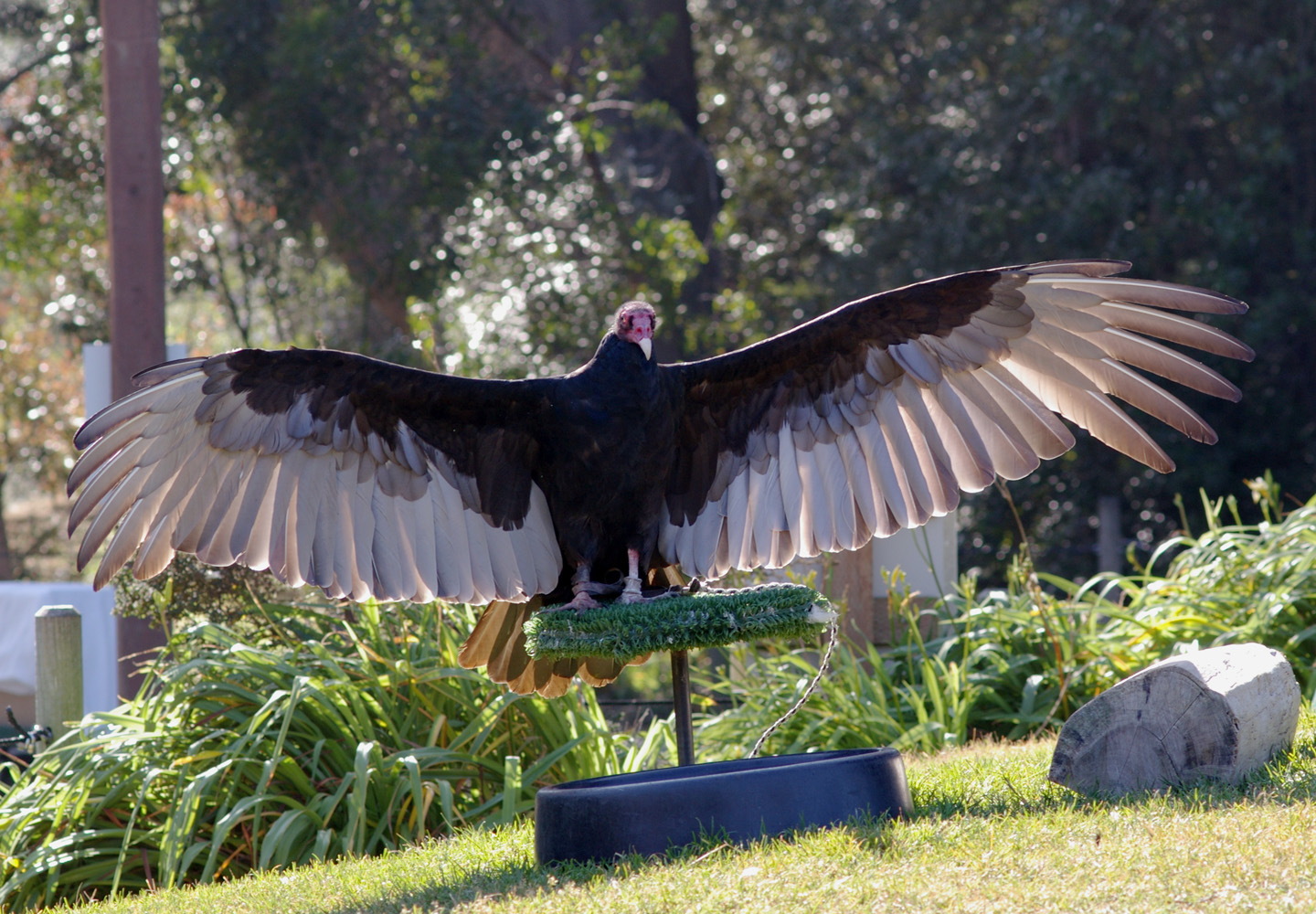
نَّسْرُ رُّومِيُّ بأجنحة ممدودة.
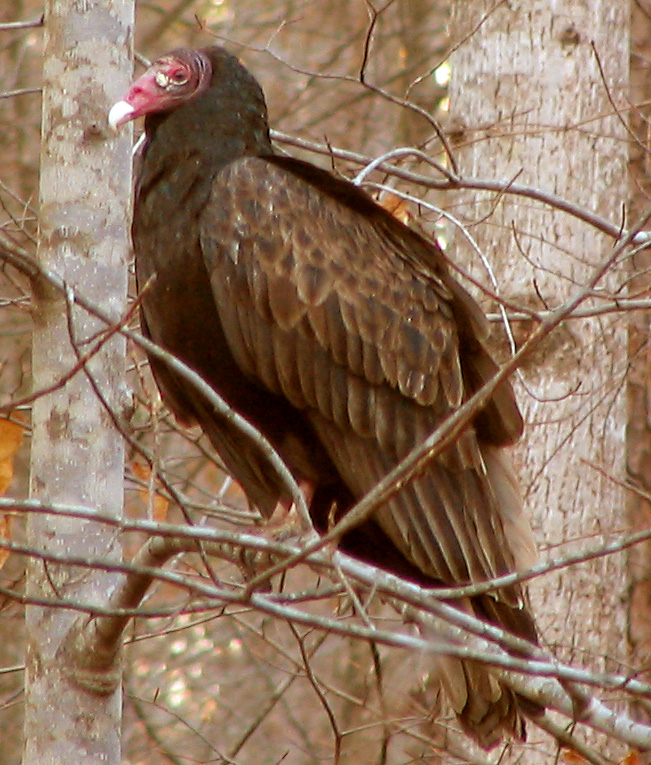
نَّسْرُ رُّومِيُّ وهو على شجرة خالية من الأوراق.
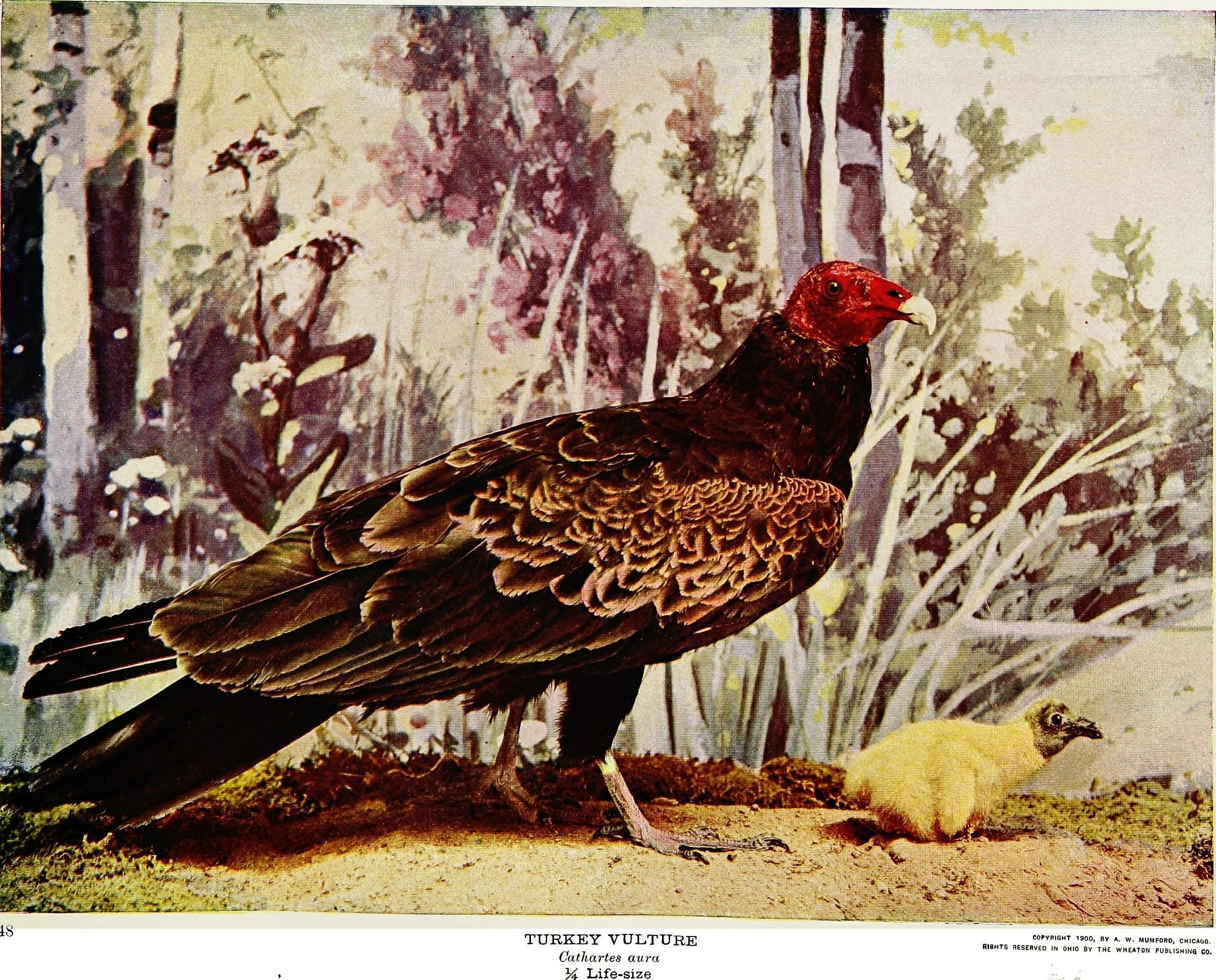
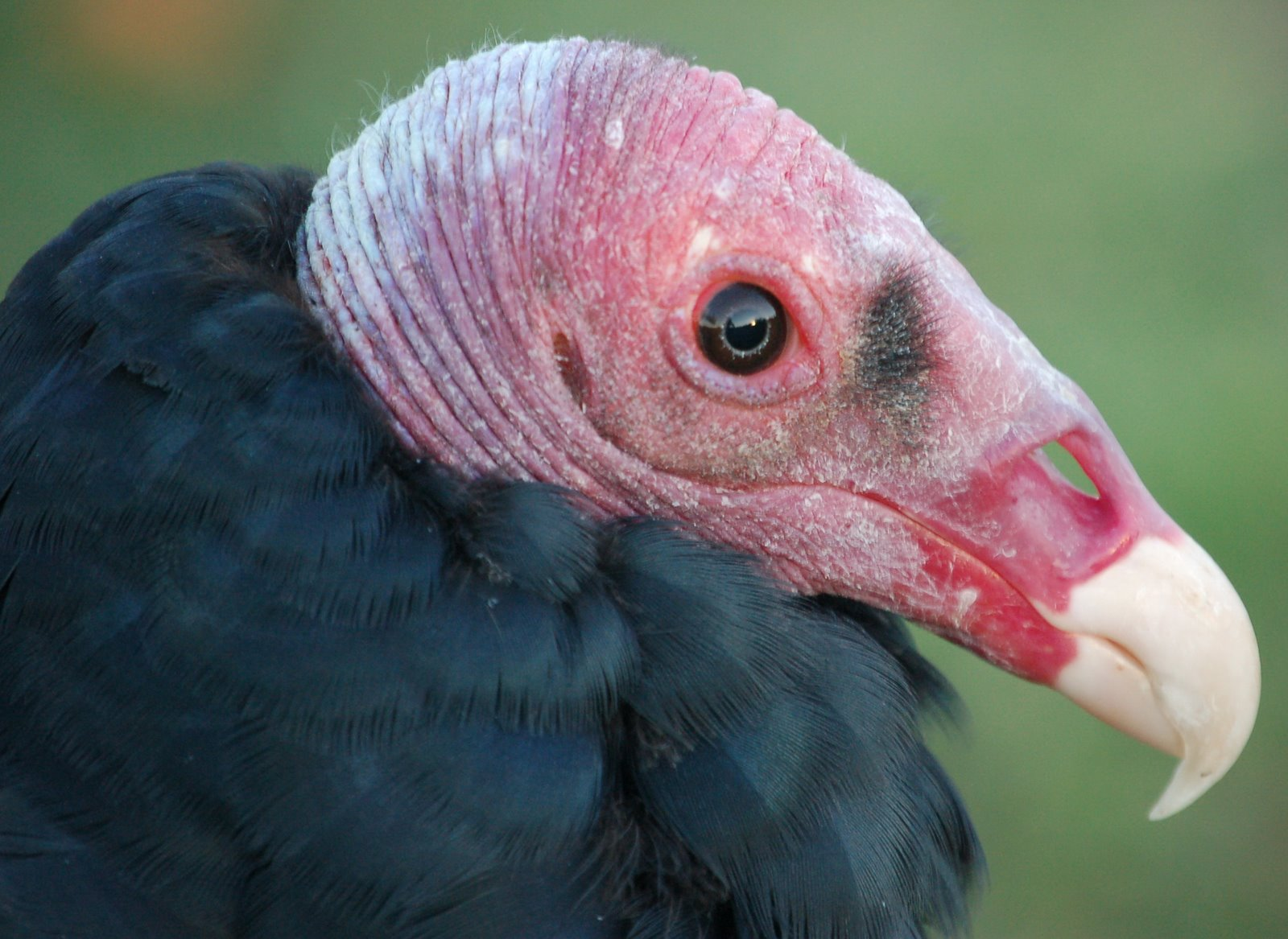
رأس النَّسْرُ الرُّومِيُّ
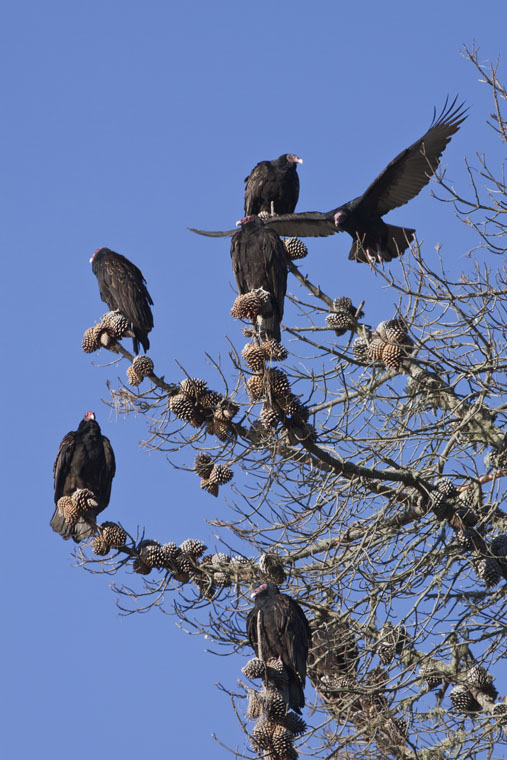
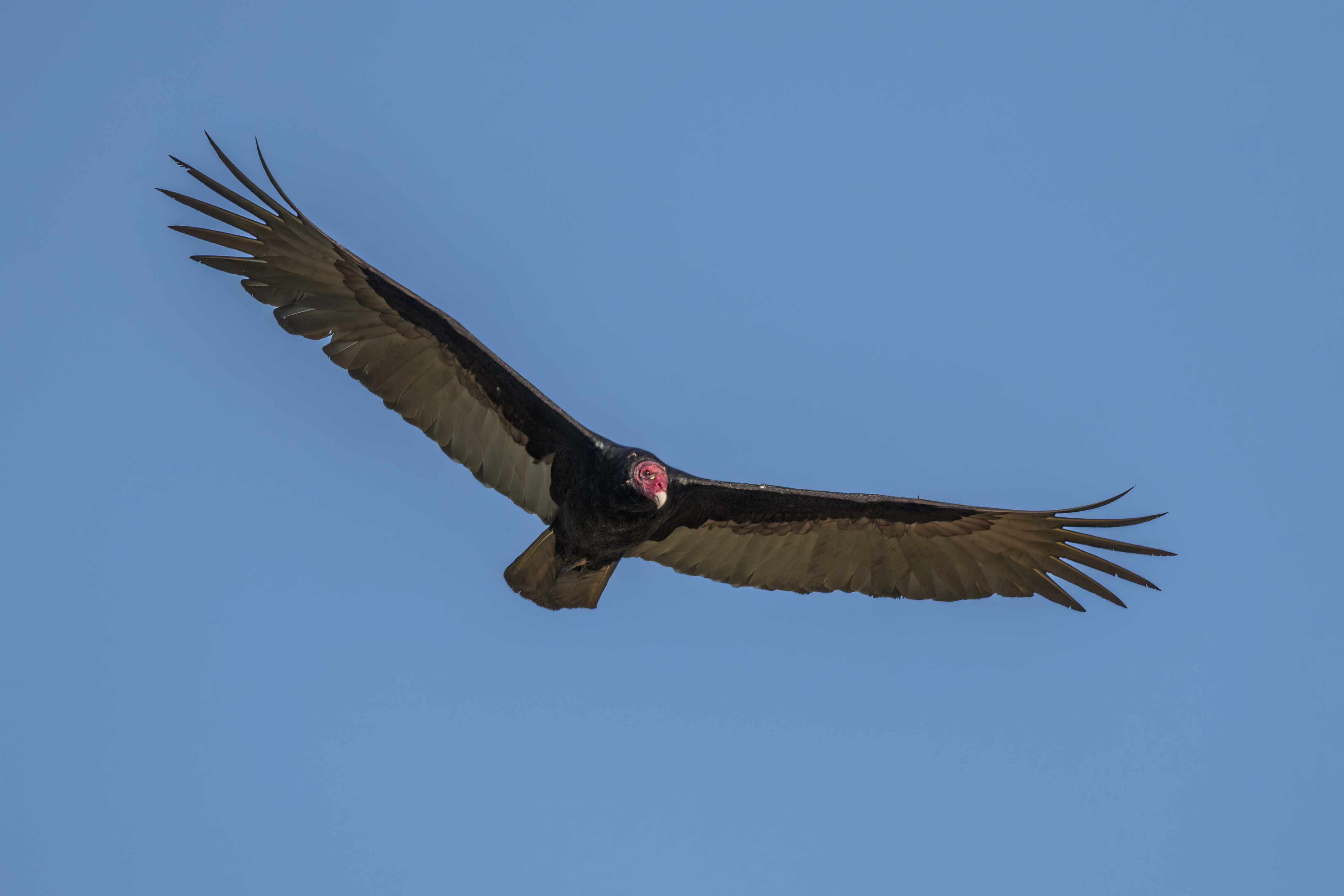
النَّسْرُ الرُّومِيُّ أثناء الطيران فوق كوبا
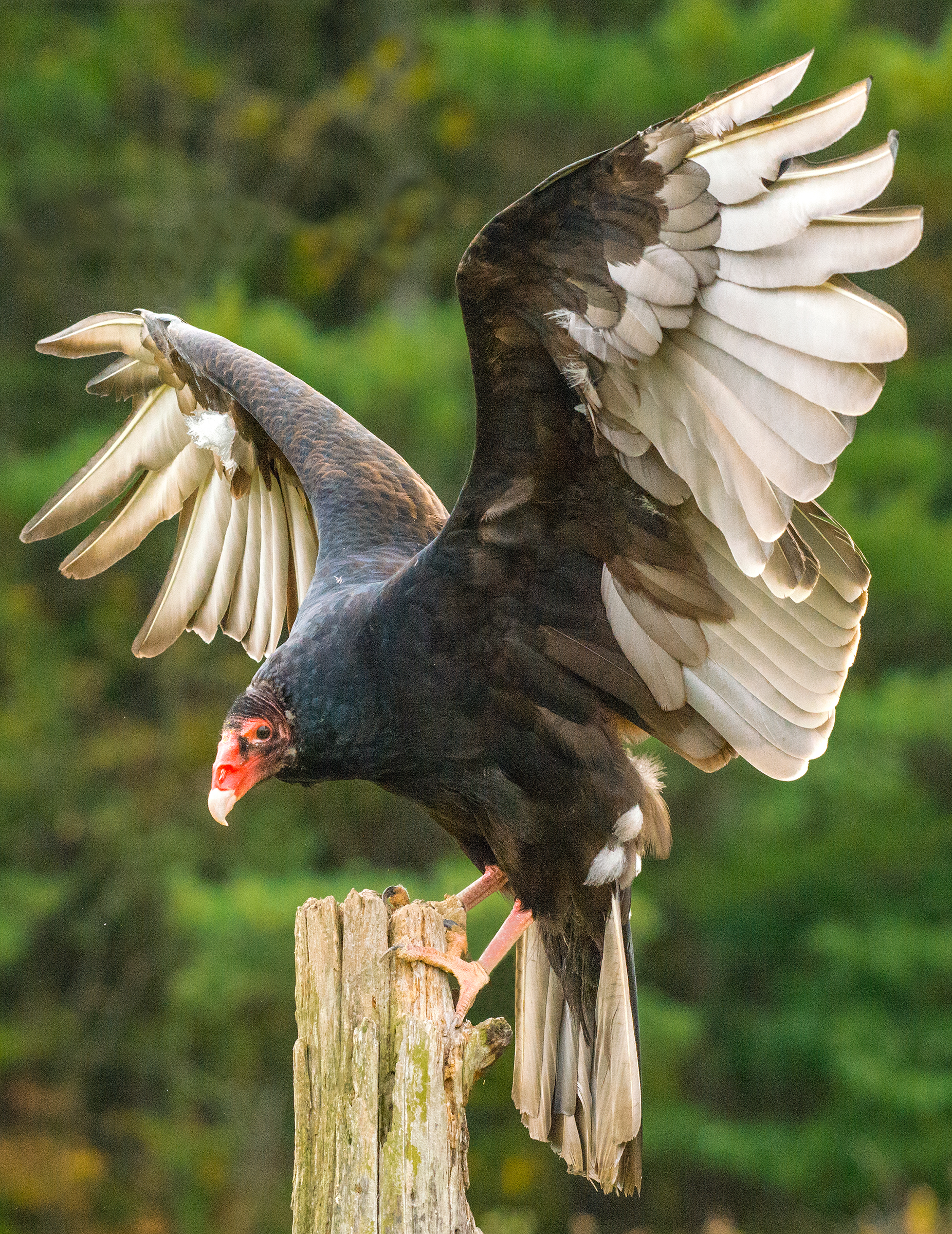
نَّسر حبش شرقي النُويعة الشماليَّة (كندا)
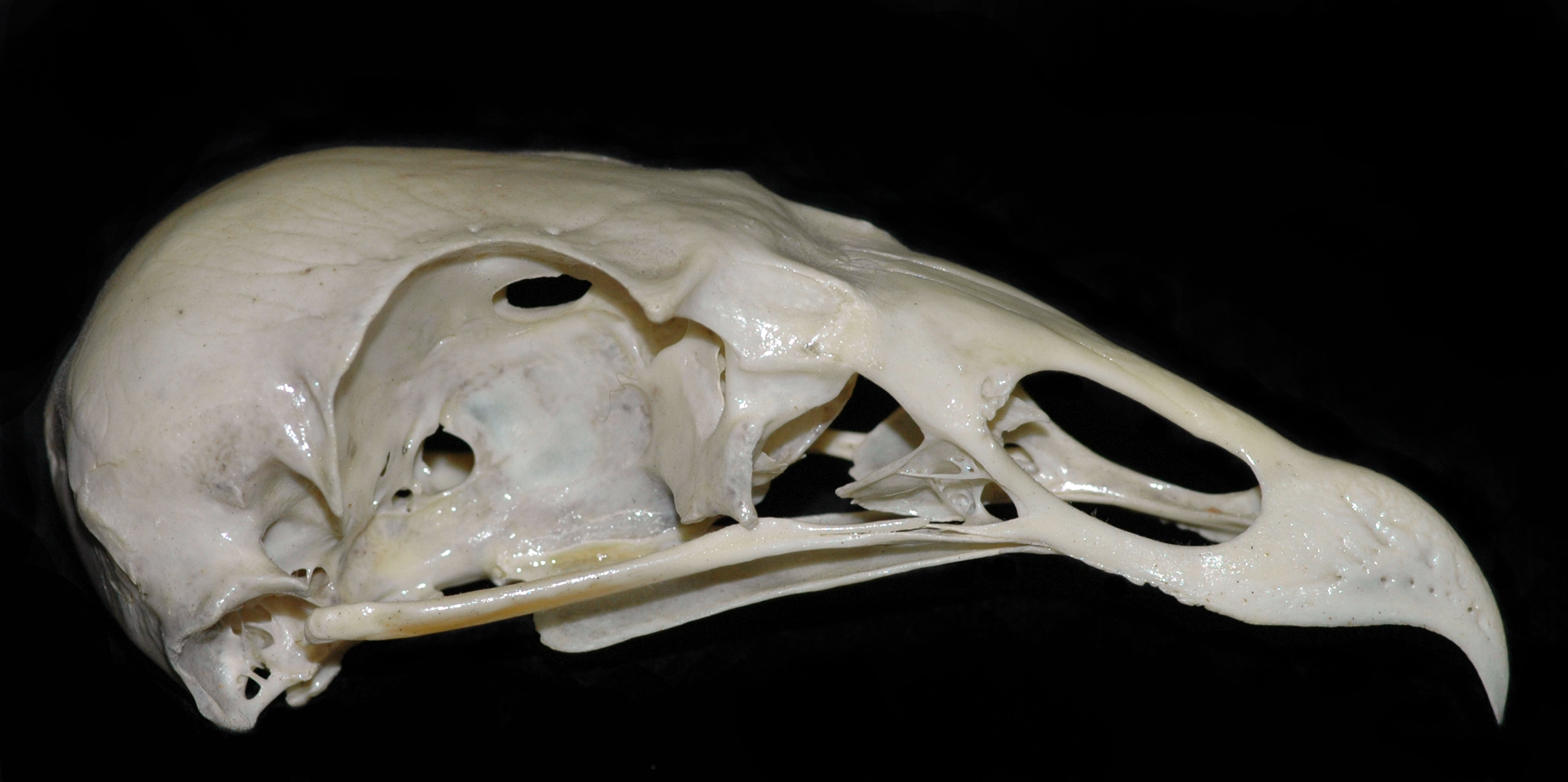
جمجمة النَّسْرُ الرُّومِيُّ
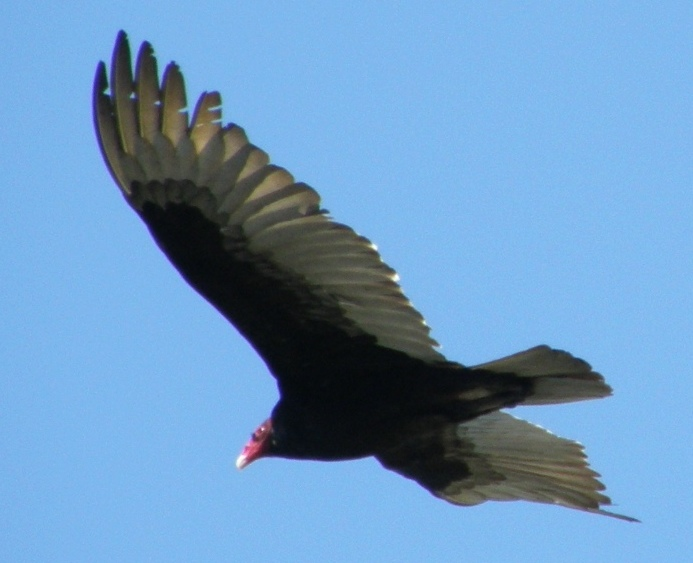
نسر رومي في سماء كاليفورنيا.

### فهرس المراجع

#### بِاللُغة الإنكليزية
1. ↑  The IUCN Red List of Threatened Species 2021.3 (بالإنجليزية), 9 Dec 2021, QID:Q110235407
2. 1 2  IOC World Bird List Version 6.3 (بالإنجليزية), 21 Jul 2016, DOI:10.14344/IOC.ML.6.3, QID:Q27042747
3. ↑  IOC World Bird List. Version 7.2 (بالإنجليزية), 22 Apr 2017, DOI:10.14344/IOC.ML.7.2, QID:Q29937193
4. ↑  World Bird List: IOC World Bird List (بالإنجليزية) (6.4th ed.), International Ornithologists' Union, 2016, DOI:10.14344/IOC.ML.6.4, QID:Q27907675
5. ↑  
Turkey Vulture (Cathartes aura) نسخة محفوظة 2009-04-30 على موقع واي باك مشين. . peregrinefund.org
6. ↑  "Turkey vulture". Britannica Concise Encyclopedia. مؤرشف من الأصل في 2020-08-23. اطلع عليه بتاريخ 2007-10-14.
7. 1 2  ADW: Cathartes aura: INFORMATION نسخة محفوظة 23 يونيو 2020 على موقع واي باك مشين.
8. ↑  Miskimen، Mildred (يناير 1957). "Absence of Syrinx in the Turkey Vulture (Cathartes aura)" (PDF). The Auk. ج. 74 ع. 1: 104–105. DOI:10.2307/4082043. JSTOR:4082043. مؤرشف من الأصل (PDF) في 2016-03-04. اطلع عليه بتاريخ 2006-10-24.
9. ↑  Holloway، Joel Ellis (2003). Dictionary of Birds of the United States: Scientific and Common Names. Timber Press. ص. 59. ISBN:0-88192-600-0. مؤرشف من الأصل في 2020-02-02.
10. ↑  "Turkey Vultures". Birds of Texas. Texas Parks & Wildlife. 2001. مؤرشف من الأصل في 2007-11-30. اطلع عليه بتاريخ 2007-10-29.Liddell، Henry George؛ Robert Scott (1980). Greek-English Lexicon, Abridged Edition. Oxford: Oxford University Press. ISBN:0-19-910207-4.
11. ↑  Linnaeus, Carolus (1758). Systema naturae per regna tria naturae, secundum classes, ordines, genera, species, cum characteribus, differentiis, synonymis, locis. Tomus I. Editio decima, reformata (باللاتينية). Holmiae. (Laurentii Salvii). p. 86.
12. ↑  Tagliarini, Marcella Mergulhão؛ Pieczarka, Julio Cesar؛ Nagamachi, Cleusa Yoshiko؛ Rissino, Jorge؛ de Oliveira, Edivaldo Herculano C. (2009). "Chromosomal analysis in Cathartidae: distribution of heterochromatic blocks and rDNA, and phylogenetic considerations". Genetica. ج. 135 ع. 3: 299–304. DOI:10.1007/s10709-008-9278-2. PMID:18504528. {{استشهاد بدورية محكمة}}: تجاهل المحلل الوسيط |lastauthoramp= لأنه غير معروف، ويقترح استخدام |name-list-style= (مساعدة)
13. ↑  
Remsen, J. V. Jr.; C. D. Cadena; A. Jaramillo; M. Nores; J. F. Pacheco; M. B. Robbins; T. S. Schulenberg; F. G. Stiles; D. F. Stotz & K. J. Zimmer. (2007). A classification of the bird species of South America. نسخة محفوظة 2009-03-02 على موقع واي باك مشين. South American Classification Committee. Retrieved 2007–10–15
14. ↑  تشارلز سيبلي and Burt L. Monroe. (1990). Distribution and Taxonomy of the Birds of the World. مطبعة جامعة ييل. (ردمك 0-300-04969-2). Retrieved 2007-04-11. نسخة محفوظة 20 أغسطس 2020 على موقع واي باك مشين.
15. ↑  تشارلز سيبلي, and Jon E. Ahlquist  [لغات أخرى]‏. (1991). Phylogeny and Classification of Birds: A Study in Molecular Evolution. Yale University Press. (ردمك 0-300-04085-7). Retrieved 2007-04-11. نسخة محفوظة 20 أغسطس 2020 على موقع واي باك مشين.
16. ↑  Ericson, Per G. P.؛ Anderson, Cajsa L.؛ Britton, Tom؛ Elżanowski, Andrzej؛ Johansson, Ulf S.؛ Kallersjö, Mari؛ Ohlson, Jan I.؛ Parsons, Thomas J.؛ Zuccon, Dario؛ Mayr, Gerald (2006). "Diversification of Neoaves: integration of molecular sequence data and fossils". رسائل الأحياء. ج. 2 ع. 4: 1–5. DOI:10.1098/rsbl.2006.0523. PMC:1834003. PMID:17148284. {{استشهاد بدورية محكمة}}: تجاهل المحلل الوسيط |lastauthoramp= لأنه غير معروف، ويقترح استخدام |name-list-style= (مساعدة)
17. ↑  Blake, Emmet Reid (1953). Birds of Mexico: A Guide for Field Identification. University of Chicago Press. ص. 267. ISBN:0-226-05641-4. مؤرشف من الأصل في 2020-07-27.
18. ↑  Peters J. L.؛ Mayr E.& Cottrell,W. (1979). Check-list of Birds of the World. Museum of Comparative Zoology. ص. 276. مؤرشف من الأصل في 2020-08-22.
19. ↑  Brown, Leslie؛ Amadon, Dean (1968). Eagles, Hawks, and Falcons of the World. McGraw-Hill. ص. 175. مؤرشف من الأصل في 2020-08-22. {{استشهاد بكتاب}}: تجاهل المحلل الوسيط |lastauthoramp= لأنه غير معروف، ويقترح استخدام |name-list-style= (مساعدة)
20. ↑  Amadon، Dean (1977). "Notes on the Taxonomy of Vultures" (PDF). Condor. Cooper Ornithological Society. ج. 79 ع. 4: 413–416. DOI:10.2307/1367720. JSTOR:1367720. مؤرشف من الأصل (PDF) في 2017-08-10.
21. ↑  
  - Hilty، Stephen L. (1977). A Guide to the Birds of Colombia. Princeton University Press. ص. 87. ISBN:0-691-08372-X. مؤرشف من الأصل في 2020-08-22.
  - "ADW: Cathartes aura: Information". Animaldiversity.ummz.umich.edu. 20 ديسمبر 2009. مؤرشف من الأصل في 2014-11-16. اطلع عليه بتاريخ 2009-12-24.
  - "Turkey Vulture". Peregrinefund.org. مؤرشف من الأصل في 2012-01-02. اطلع عليه بتاريخ 2012-01-11.
  - Poole, E. L. (1938). Weights and wing areas in North American birds. The Auk, 55(3), 511-517.
22. ↑  "Turkey Vulture, Life History, All About Birds — Cornell Lab of Ornithology". Allaboutbirds.org. مؤرشف من الأصل في 2020-06-03. اطلع عليه بتاريخ 2009-12-24.
23. ↑  Raptors of the World by Ferguson-Lees, Christie, Franklin, Mead & Burton. Houghton Mifflin (2001). (ردمك 0-618-12762-3)
24. ↑  Hill، N. P. (1944). "Sexual Dimorphism in the Falconiformes" (PDF). Auk. ج. 61 ع. April: 228–234. DOI:10.2307/4079366. JSTOR:4079366. مؤرشف من الأصل (PDF) في 2016-03-04. اطلع عليه بتاريخ 2007-10-14.
25. ↑  Terres، J. K. (1980). The Audubon Society Encyclopedia of North American Birds. New York, NY: Knopf. ص. 959. ISBN:0-394-46651-9. مؤرشف من الأصل في 2020-06-01.
26. ↑  Fisher، Harvey I. (فبراير 1942). "The Pterylosis of the Andean Condor". Condor. Cooper Ornithological Society. ج. 44 ع. 1: 30–32. DOI:10.2307/1364195. JSTOR:1364195.
27. ↑  Elbroch، Mark (2001). Bird Tracks & Sign. Mechanicsburg, PA: Stackpole Books. ص. 456. ISBN:0-8117-2696-7.
28. ↑  Allaby، Michael (1992). The Concise Oxford Dictionary of Zoology. Oxford, UK: Oxford University Press. ص. 348. ISBN:0-19-286093-3. مؤرشف من الأصل في 2020-08-22.
29. 1 2  "Turkey Vulture". Cornell Lab of Ornithology. 2003. مؤرشف من الأصل في 2009-03-27. اطلع عليه بتاريخ 2007-09-30.
30. 1 2  "Turkey Vulture: Nero". University of Minnesota. مؤرشف من الأصل في 2020-08-22. اطلع عليه بتاريخ 2020-05-13.
31. ↑  Kirk، D. A.؛ Mossman، M. J. (1998). "Turkey Vulture (Cathartes aura)". في A. Poole and F. Gill (المحرر). The Birds of North America. فيلادلفيا, PA.: The Birds of North America, Inc. ج. 339.
32. ↑  Golden Gate Raptor Observatory. Rare Raptors. Retrieved 2007-09-17.
33. ↑  "Turkey Vulture". Lindsay Wildlife Museum. مؤرشف من الأصل في 2016-08-20. اطلع عليه بتاريخ 2020-05-13.
34. ↑  Attwood، E. "Cathartes aura". Animal Diversity Web. University of Michigan Museum of Zoology. مؤرشف من الأصل في 2014-11-16. اطلع عليه بتاريخ 2007-09-30.
35. ↑  
Quebrada de los Cuervos نسخة محفوظة 2013-09-28 على موقع واي باك مشين. (بالإسبانية)
36. ↑  "QandA". Vulturesociety.homestead.com. مؤرشف من الأصل في 2020-02-19. اطلع عليه بتاريخ 2012-08-13.
37. 1 2  Turkey Vulture (Cathartes aura). raptorrehab.org نسخة محفوظة 23 أغسطس 2020 على موقع واي باك مشين.
38. ↑  "Turkey Vulture: Nero". University of Minnesota. مؤرشف من الأصل في 2020-08-23. اطلع عليه بتاريخ 2020-05-13.
39. ↑  Feduccia، J. Alan (1999). The Origin and Evolution of Birds. Yale University Press. ص. 116. ISBN:0-226-05641-4. مؤرشف من الأصل في 2020-07-27.
40. ↑  Ridenhou، Larry. "NCA – Turkey Vulture". Snake River Birds of Prey National Conservation Area. Bureau of Land Management. مؤرشف من الأصل في 2007-05-02. اطلع عليه بتاريخ 2006-12-17.
41. ↑  Gordon، Malcolm S. (1977). Animal Physiology: Principles and Adaptations. Macmillan. ص. 357. مؤرشف من الأصل في 2016-04-10.
42. ↑  Coleman، J. S.؛ Fraser، J.D. (1986). "Predation on black and turkey vultures". Wilson Bulletin. ج. 98: 600–601.
43. ↑  Stolen، E. D. (1996). "Black and turkey vulture interactions with bald eagles in Florida". Florida Field Naturalist. ج. 24: 43–45.
44. ↑  Evens، J.G. (1991). "Golden eagle attacks turkey vulture". Northwest. Nat. ج. 72: 27.
45. ↑  Jackson, J. A. (1983). Nesting phenology, nest site selection, and reproductive success of the Black and Turkey vulture. Vulture biology and management. (Wilbur, S. R. and J. A. Jackson, Eds.) Univ. of California Press, Berkeley, CA. pp.245-270.
46. ↑  "QandA". Vulturesociety.homestead.com. مؤرشف من الأصل في 2020-02-19. اطلع عليه بتاريخ 2012-08-13.
47. ↑  "Turkey Vulture: Nero". University of Minnesota. مؤرشف من الأصل في 2020-08-23. اطلع عليه بتاريخ 2020-05-13.
48. ↑  Fergus, Charles (2003). Wildlife of Virginia and Maryland Washington D.C. Stackpole Books. ص. 171. ISBN:0-8117-2821-8. مؤرشف من الأصل في 2016-08-05.
49. ↑  
"Turkey vulture, Cathartes aura". U.S. Geological Survey. مؤرشف من الأصل في 2007-10-15. {{استشهاد ويب}}: تجاهل المحلل الوسيط |تاريخ الوصولة\= لأنه غير معروف (مساعدة)
50. ↑  Burton, Maurice؛ Burton, Robert (2002). The International Wildlife Encyclopedia (ط. third). Marshall Cavendish. ج. 20. ص. 2788. ISBN:0-7614-7286-X. مؤرشف من الأصل في 2020-08-23.
51. ↑  Kaufman، Kenn (1996). Lives of North American Birds. Houghton Mifflin Field Guides. ص. 112. ISBN:0-618-15988-6. مؤرشف من الأصل في 2020-08-23.
52. ↑  "Species Description: Turkey Vulture (Cathartes aura)". Georgia Museum of Natural History. مؤرشف من الأصل في 2009-06-19. اطلع عليه بتاريخ 2007-10-14.
53. ↑  "Turkey Vulture (Cathartes aura)". Government of British Columbia. مؤرشف من الأصل في 2014-07-14. اطلع عليه بتاريخ 2011-12-01.
54. ↑  Crafts, Roger C. Jr. (1968). "Turkey Vultures Found to Feed on Coconut". Wilson Bulletin. ج. 80 ع. 3: 327–328. JSTOR:4159747. مؤرشف من الأصل في 2015-04-02.
55. ↑  Pinto, O. M. O. (1965). "Dos frutos da palmeira Elaeis guineensis na dieta de Cathartes aura ruficollis". Hornero. ج. 8: 276–277. مؤرشف من الأصل في 2014-07-14. اطلع عليه بتاريخ 2019-07-21.
56. ↑  Galetti, Mauro؛ Guimarães, Paulo R. Jr. "Seed dispersal of Attalea phalerata (Palmae) by Crested caracaras (Caracara plancus) in the Pantanal and a review of frugivory by raptors" (PDF). Ararajuba. ج. 12 ع. 2: 133–135. مؤرشف من الأصل (PDF) في 2010-11-27. {{استشهاد بدورية محكمة}}: تجاهل المحلل الوسيط |lastauthoramp= لأنه غير معروف، ويقترح استخدام |name-list-style= (مساعدة)
57. ↑  Souza, J. S. (2012). WA794679, Cathartes aura (Linnaeus, 1758). Wiki Aves – A Enciclopédia das Aves do Brasil. Retrieved February 14, 2013 نسخة محفوظة 9 يوليو 2017 على موقع واي باك مشين.
58. ↑  Kritcher، John C. (1999). A Neotropical Companion. Princeton University Press. ص. 286. ISBN:0-691-00974-0. مؤرشف من الأصل في 2016-11-15.
59. ↑  
  - Pinto, O. M. O. (1965). "Dos frutos da palmeira Elaeis guineensis na dieta de Cathartes aura ruficollis". Hornero. ج. 8: 276–277. مؤرشف من الأصل في 2014-07-14. اطلع عليه بتاريخ 2019-07-21.
  - Galetti, Mauro؛ Guimarães, Paulo R. Jr. "Seed dispersal of Attalea phalerata (Palmae) by Crested caracaras (Caracara plancus) in the Pantanal and a review of frugivory by raptors" (PDF). Ararajuba. ج. 12 ع. 2: 133–135. مؤرشف من الأصل (PDF) في 2010-11-27.
  - Souza, J. S. (2012). WA794679, Cathartes aura (Linnaeus, 1758). Wiki Aves – A Enciclopédia das Aves do Brasil. Retrieved February 14, 2013 نسخة محفوظة 9 يوليو 2017 على موقع واي باك مشين.
60. ↑  Kritcher، John C. (1999). A Neotropical Companion. Princeton University Press. ص. 286. ISBN:0-691-00974-0. مؤرشف من الأصل في 2016-11-19.
61. ↑  Snyder, Noel F. R.؛ Helen Snyder (2006). Raptors of North America: Natural History and Conservation. Voyageur Press. ص. 40. ISBN:0-7603-2582-0. مؤرشف من الأصل في 2020-07-27. {{استشهاد بكتاب}}: تجاهل المحلل الوسيط |lastauthoramp= لأنه غير معروف، ويقترح استخدام |name-list-style= (مساعدة)
62. ↑  Gomez, LG؛ Houston, DC؛ Cotton, P؛ Tye, A (1994). "The role of greater yellow-headed vultures Cathartes melambrotus as scavengers in neotropical forest". Ibis. ج. 136 ع. 2: 193–196. DOI:10.1111/j.1474-919X.1994.tb01084.x. مؤرشف من الأصل في 2009-02-16. اطلع عليه بتاريخ 2016-11-08.
63. ↑  Muller-Schwarze، Dietland (2006). Chemical Ecology of Vertebrates. Cambridge University Press. ص. 350. ISBN:0-521-36377-2. مؤرشف من الأصل في 2020-07-27.
64. ↑  Kirk, D. A., and M. J. Mossman (1998). Turkey Vulture (Cathartes aura). The Birds of North America No. 339 (A. Poole and F. Gill, eds.). The Birds of North America, Inc., Philadelphia, PA.
65. ↑  Paulik، Laurie (6 أغسطس 2007). "Vultures and Livestock". AgNIC Wildlife Damage Management Web. مؤرشف من الأصل في 2007-08-08. اطلع عليه بتاريخ 2007-10-15.
66. 1 2  Paulik، Laurie (6 أغسطس 2007). "Vultures". AgNIC Wildlife Damage Management Web. مؤرشف من الأصل في 2007-08-04. اطلع عليه بتاريخ 2007-10-15.
67. ↑  "Birds Protected by the Migratory Bird Treaty Act". US Fish & Wildlife Service. مؤرشف من الأصل في 2007-10-10. اطلع عليه بتاريخ 2007-10-14.
68. ↑  "Game and Wild Birds: Preservation". US Code Collection. Cornell Law School. مؤرشف من الأصل في 2020-01-10. اطلع عليه بتاريخ 2007-10-29.
69. ↑  "Migratory Bird Treaty Act". US Code Collection. Cornell Law School. مؤرشف من الأصل في 2019-06-02. اطلع عليه بتاريخ 2007-10-14.

#### بِاللُغة العربيَّة
1. ↑  پرنز، كريستوفر؛ نقلهُ إلى العربيَّة: الدكتور عدنان يازجي (1997). موسوعة الطُيُور المُصوَّرة: دليلٌ نهائيٌّ إلى طُيُور العالم (ط. الأولى). بيروت - لُبنان: مكتبة لبنان ناشرون. ص. 88. {{استشهاد بكتاب}}: تحقق من التاريخ في: |سنة= (مساعدة)
2. ↑  غالب، إدوار (1965). الموسوعة في عُلُوم الطبيعة (ط. الثانية المُجدَّدة). بيروت - لُبنان: دار المشرق. ج. المُجلَّد الأوَّل. ص. 207. ISBN:2721421492. مؤرشف من الأصل في 2020-08-25.
3. ↑  المعلوف، أمين بن فهد بن أسعد (1932). مُعجم الحيوان (PDF). بيروت - لُبنان: دار الرائد العربي. ص. 43 (PDF). {{استشهاد بكتاب}}: تحقق من التاريخ في: |سنة= (مساعدة) وتحقق من قيمة |مسار أرشيف= (مساعدة)

### معلومات المراجع كاملة
- Ffrench، Richard (1992). A guide to the birds of Trinidad and Tobago. Helm. ISBN:0-7136-6759-1.
- Stiles، F (1989). A guide to the birds of Costa Rica. Ithaca, N.Y: Comstock. ISBN:0-8014-9600-4.
- Kirk؛ Mossman (1998). "Turkey Vulture(Cathartes aura)". The birds of North America ع. 339: 32. ISSN:1061-5466. {{استشهاد بدورية محكمة}}: تجاهل المحلل الوسيط |الأول 1= لأنه غير معروف (مساعدة) وتجاهل المحلل الوسيط |الأول 2= لأنه غير معروف (مساعدة)

## روابط خارجية
- النَّسْرُ الرُّومِيُّ
- "وسائط عن النَّسْرُ الرُّومِيُّ". إنترنت بيرد كوليكشن.
- صور النَّسْرُ الرُّومِيُّ
- معرض الصور عن النَّسْرُ الرُّومِيُّ على فيريو (جامعة دركسل)